# Consorti dei sovrani svedesi
Questo è un elenco delle regine consorti svedesi e delle consorti dei sovrani e reggenti svedesi. L'elenco compre un ampio arco di tempo e il ruolo di una regina è cambiato molto nel corso dei secoli. Delle prime regine svedesi si parla nelle leggende. Le regine fino a circa l'anno 1000 sono spesso semi-leggendarie, come lo sono i re. Tra il XIV e XVI secolo, durante i periodi di indipendenza svedese de facto dall'unione formale con la Danimarca, i reggenti svedesi non ebbero il titolo di re, né le loro consorti il titolo di regina, sebbene ebbero la posizione equivalente. Dovuta alle unioni con Finlandia, Danimarca e Norvegia, molte delle regine svedesi furono regine anche di questi paesi. Le regine elencate durante il periodo tra il 1380–1520 furono infatti anche regine di Danimarca. Le regine elencate durante il periodo tra il 1814-1905 furono infatti anche regine di Norvegia. La Finlandia fu dal Medioevo una parte della Svezia, e sebbene non ci fu nessun titolo ufficiale di "Regina di Finlandia", dal XVI secolo fino al 1809, le regine di Svezia detennero anche il titolo di "Gran Principessa di Finlandia." La Svezia ebbe anche sovrani di sesso femminile, ed i loro consorti sono anche loro elencati. 

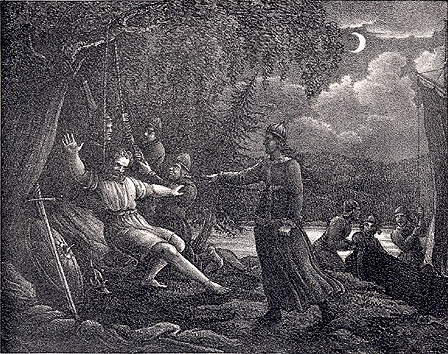
Agne impiccato dalla moglie Skjalf. Opere di Hugo Hamilton, 1830

## Munsö (970 - 1060)
| Immagine | Nome                   | Padre                   | Nascita | Matrimonio | Diventò Consorte | Cessò di essere Consorte | Morte | Coniuge            |
| -------- | ---------------------- | ----------------------- | ------- | ---------- | ---------------- | ------------------------ | ----- | ------------------ |
|          | Sigrid la Superba      | ?                       | ?       | ?          | ?                | ?                        | ?     | Erik il Vittorioso |
|          | Estrid degli Obotriti  | ?                       | 979     | ?          | 1000             | 1022                     | 1035  | Olof Skötkonung    |
|          | Gunnhildr Sveinsdóttir | ?                       | ?       | ?          | 1022             | 1050                     | 1060  | Anund Jacob        |
|          | Astrid Njalsdotter     | Nial Finnsson (Skjalga) | ?       | 1040       | 1050             | 1060                     | 1060  | Emund il Vecchio   |

## Stenkil (1060 - 1130)
| Immagine | Nome                        | Padre                                | Nascita             | Matrimonio | Diventò Consorte | Cessò di essere Consorte | Morte | Coniuge   |
| -------- | --------------------------- | ------------------------------------ | ------------------- | ---------- | ---------------- | ------------------------ | ----- | --------- |
|          | Figlia di Edmund il Vecchio | Emund il Vecchio (Munsö)             | 1043                | 1058       | 1061             | 1066                     | 1090  | Stenkil   |
|          | Elena di Svezia             | Ingvar il Viaggiatore                | ?                   | ?          | 1079             | 1081                     | 1105  | Ingold I  |
|          | Figlia di Stenkil           | Stenkil (Stenkil)                    | ?                   | ?          | 1084             | 1087                     | ?     | Blot Sven |
|          | Elena di Svezia             | Ingvar il Viaggiatore                | ?                   | ?          | 1087             | 1105                     | 1105  | Ingold I  |
|          | Ingegerd di Norvegia        | Harald III di Norvegia (Bellachioma) | 1046                | 1095/1096  | 1105/1110        | 1118                     | 1120  | Filippo I |
|          | Ulvhild Håkonsdotter        | Haakon Finnsson (Thjotta)            | 1095                | 1116/1117  | 1116/1117        | 1125                     | 1148  | Ingold II |
|          | Richeza di Polonia          | Boleslao III di Polonia (Piast)      | 12 aprile 1106/1116 | 1127       | 1127             | 1130                     | 1156  | Magnus I  |

## Bjälbo (1250 - 1363)
| Immagine | Nome                           | Padre                                           | Nascita        | Matrimonio                                                                      | Diventò Consorte                                                                | Cessò di essere Consorte                                           | Morte            | Coniuge    |
| -------- | ------------------------------ | ----------------------------------------------- | -------------- | ------------------------------------------------------------------------------- | ------------------------------------------------------------------------------- | ------------------------------------------------------------------ | ---------------- | ---------- |
|          | Sofia Eriksdotter di Danimarca | Eric IV di Danimarca (Estridsen)                | 1241           | 1260                                                                            | 1260                                                                            | 22 luglio 1275 deposizione del marito                              | 1286             | Valdemaro  |
|          | Edvige di Holstein             | Gerardo I, Conte di Holstein (Schaumburg)       | c. 1260        | 11 novembre 1276                                                                | 11 novembre 1276                                                                | 18 dicembre 1290 morte del marito                                  | fl. 1324         | Magnus III |
|          | Marta Eriksdotter di Danimarca | Eric V di Danimarca (Estridsen)                 | 1277           | novembre 1298                                                                   | novembre 1298                                                                   | marzo o aprile 1318 deposizione del marito                         | 3 ottobre 1341   | Birger     |
|          | Bianca di Namur                | Giovanni I, Marchese di Namur (Dampierre)       | c. 1320        | ottobre o principio di novembre 1335                                            | ottobre o principio di novembre 1335                                            | 1363                                                               | 1363             | Magnus IV  |
|          | Beatrice di Baviera            | Luigi IV, Sacro Romano Imperatore (Wittelsbach) | 1344           | 17 ottobre 1356 ascesa del marito come regina-congiunta con Bianca, sua suocera | 17 ottobre 1356 ascesa del marito come regina-congiunta con Bianca, sua suocera | 20 giugno 1359 morte del marito                                    | 25 dicembre 1359 | Eric XII   |
|          | Margherita I di Danimarca      | Valdemaro IV di Danimarca (Estridsen)           | primavera 1353 | 9 aprile 1363 come co-regina consorte poi pretendente                           | 9 aprile 1363 come co-regina consorte poi pretendente                           | 15 febbraio 1364 deposizione del marito (rivendicato fino al 1380) | 28 ottobre 1412  | Haakon II  |

## Meclemburgo-Schwerin (1363 - 1389)
| Immagine | Nome                 | Padre                               | Nascita | Matrimonio | Diventò Consorte | Cessò di essere Consorte | Morte                 | Coniuge |
| -------- | -------------------- | ----------------------------------- | ------- | ---------- | ---------------- | ------------------------ | --------------------- | ------- |
|          | Riccarda di Schwerin | Ottone I, Conte di Schwerin (Hagen) | 1347/8  | 1365       | 1365             | 23 April/11 July 1377    | 23 April/11 July 1377 | Alberto |

## Regine dell'Unione e Reggenti Consorti 1397–1523
Diverse delle Regine in questo elenco sono state anche regina di Danimarca e Norvegia, nonché coniugi di reggenti svedesi che non hanno avuto il titolo di re.
Regine consorti

### Pomerania (1396-1439)
| Immagine | Nome                  | Padre                               | Nascita       | Matrimonio      | Diventò Consorte | Cessò di essere Consorte | Morte          | Coniuge   |
| -------- | --------------------- | ----------------------------------- | ------------- | --------------- | ---------------- | ------------------------ | -------------- | --------- |
|          | Filippa d'Inghilterra | Enrico IV d'Inghilterra (Lancaster) | 4 giugno 1394 | 26 ottobre 1406 | 26 ottobre 1406  | 7 gennaio 1430           | 7 gennaio 1430 | Eric XIII |

### Palatinato-Neumarkt (1441-1448)
| Immagine | Nome                    | Padre                                                      | Nascita   | Matrimonio        | Diventò Consorte  | Cessò di essere Consorte        | Morte            | Coniuge      |
| -------- | ----------------------- | ---------------------------------------------------------- | --------- | ----------------- | ----------------- | ------------------------------- | ---------------- | ------------ |
|          | Dorotea di Brandenburgo | Giovanni, Margravio di Brandeburgo-Kulmbach (Hohenzollern) | 1430/1431 | 12 settembre 1445 | 12 settembre 1445 | 6 gennaio 1448 morte del marito | 10 novembre 1495 | Cristoforo I |

Reggenti consorti
- 1448 : Karin Karlsdotter, terza moglie del Reggente Nils Jönsson Oxenstierna
- 1448 : Merete Lydekedatter Stralendorp di Venngarn, seconda moglie del Reggente Bengt Jönsson Oxenstierna.

Regine consorti

### Bonde (1448-1457)
| Immagine | Nome                           | Padre                                 | Nascita | Matrimonio     | Diventò Consorte                 | Cessò di essere Consorte | Morte            | Coniuge    |
| -------- | ------------------------------ | ------------------------------------- | ------- | -------------- | -------------------------------- | ------------------------ | ---------------- | ---------- |
|          | Katarina Karlsdotter di Bjurum | Karl Ormsson Gumsehuvud (Gumsehufvud) | ?       | 5 ottobre 1438 | 20 giugno 1448 ascesa del marito | 7 September 1450         | 7 September 1450 | Carlo VIII |

### Oldenburg (1457-1464)
| Immagine | Nome                    | Padre                                                      | Nascita   | Matrimonio      | Diventò Consorte                 | Cessò di essere Consorte              | Morte            | Coniuge     |
| -------- | ----------------------- | ---------------------------------------------------------- | --------- | --------------- | -------------------------------- | ------------------------------------- | ---------------- | ----------- |
|          | Dorotea di Brandenburgo | Giovanni, Margravio di Brandeburgo-Kulmbach (Hohenzollern) | 1430/1431 | 28 ottobre 1449 | 23 giugno 1457 ascesa del marito | 23 giugno 1464 deposizione del marito | 10 novembre 1495 | Cristiano I |

Reggenti consorti
- 1466-1467 : Elin Gustavsdotter Sture (seconda volta), Reggente Erik Axelsson Tott

Regine consorti

### Bonde (1467-1470)
| Immagine | Nome                    | Padre                                      | Nascita | Matrimonio | Diventò Consorte | Cessò di essere Consorte        | Morte | Coniuge    |
| -------- | ----------------------- | ------------------------------------------ | ------- | ---------- | ---------------- | ------------------------------- | ----- | ---------- |
|          | Cristina Abrahamsdotter | Abraham Pedersson, governatore di Raseborg | 1432    | 1470       | 1470             | 15 maggio 1470 morte del marito | 1492  | Carlo VIII |

Reggenti consorti
- 1470-1497 : Ingeborg Tott, (prima volta), moglie del Reggente Sten Sture il Vecchio, m.1507.

Regine consorti

### Oldenburg (1497-1501)
| Immagine | Nome                 | Padre                                  | Nascita          | Matrimonio       | Diventò Consorte                 | Cessò di essere Consorte              | Morte           | Coniuge     |
| -------- | -------------------- | -------------------------------------- | ---------------- | ---------------- | -------------------------------- | ------------------------------------- | --------------- | ----------- |
|          | Cristina di Sassonia | Ernesto, Elettore di Sassonia (Wettin) | 25 dicembre 1461 | 6 settembre 1478 | 6 ottobre 1497 ascesa del marito | agosto 1501 il marito perde la Svezia | 8 December 1521 | Giovanni II |

Reggenti consorti
- 1501-1503 : Ingeborg Tott (seconda volta), moglie del Reggente Sten Sture il Vecchio, m.1507.
- 1504-1512 : Mette Dyre, seconda moglie di Svante Nilsson.
- 1512-1520 : Christina Gyllenstierna, moglie del Reggente Sten Sture il Giovane m.1559.

Regine consorti

### Oldenburg (1520-1521)
| Immagine | Nome               | Padre                      | Nascita        | Matrimonio     | Diventò Consorte                   | Cessò di essere Consorte                 | Morte           | Coniuge      |
| -------- | ------------------ | -------------------------- | -------------- | -------------- | ---------------------------------- | ---------------------------------------- | --------------- | ------------ |
|          | Isabella d'Asburgo | Filippo il Bello (Asburgo) | 18 luglio 1501 | 12 agosto 1515 | 1º novembre 1520 ascesa del marito | 23 agosto 1521 il marito perde la Svezia | 19 gennaio 1526 | Cristiano II |

## Vasa (1523 - 1654)
| Immagine | Nome                               | Padre                                                       | Nascita           | Matrimonio                                                    | Diventò Consorte                                              | Cessò di essere Consorte                 | Morte             | Coniuge           |
| -------- | ---------------------------------- | ----------------------------------------------------------- | ----------------- | ------------------------------------------------------------- | ------------------------------------------------------------- | ---------------------------------------- | ----------------- | ----------------- |
|          | Caterina di Sassonia-Lauenburg     | Magnus I, Duca di Sassonia-Lauenburg (Ascania)              | 24 settembre 1513 | 24 settembre 1531                                             | 24 settembre 1531                                             | 23 September 1535                        | 23 September 1535 | Gustavo I         |
|          | Margareta Eriksdotter Leijonhufvud | Erik Abrahamsson Leijonhufvud (Leijonhufvud)                | 1º gennaio 1516   | 1º ottobre 1536                                               | 1º ottobre 1536                                               | 26 agosto 1551                           | 26 agosto 1551    | Gustavo I         |
|          | Katarina Gustafsdotter Stenbock    | Gustaf Olofsson Stenbock (Stenbock)                         | 22 luglio 1535    | 22 agosto 1552                                                | 22 agosto 1552                                                | 29 settembre 1560 morte del marito       | 13 dicembre 1621  | Gustavo I         |
|          | Karin Månsdotter                   | Måns                                                        | 6 ottobre 1550    | 13 luglio 1567 (ufficiosamente) 4 luglio 1568 (ufficialmente) | 13 luglio 1567 (ufficiosamente) 4 luglio 1568 (ufficialmente) | 29 settembre 1568 deposizione del marito | 13 September 1612 | Erik XIV          |
|          | Caterina Jagellona                 | Sigismondo I Jagellone (Jagelloni)                          | 1º novembre 1526  | 4 ottobre 1562                                                | 29 settembre 1568 ascesa del marito                           | 16 settembre 1583                        | 16 settembre 1583 | Giovanni III      |
|          | Gunilla Bielke                     | Johan Axelsson Bielke, governatore di Östergötland (Bielke) | 25 giugno 1568    | 15 febbraio 1585                                              | 15 febbraio 1585                                              | 17 novembre 1592 morte del marito        | 19 luglio 1597    | Giovanni III      |
|          | Anna d'Austria                     | Carlo II, Arciduca d'Austria (Asburgo)                      | 16 agosto 1573    | 31 maggio 1592                                                | 17 novembre 1592 ascesa del marito                            | 10 febbraio 1598                         | 10 febbraio 1598  | Sigismondo        |
|          | Cristina di Holstein-Gottorp       | Adolfo, Duca di Holstein-Gottorp (Holstein-Gottorp)         | 13 aprile 1573    | 8 luglio 1592                                                 | 22 marzo 1604 ascesa del marito                               | 30 ottobre 1611 morte del marito         | 8 dicembre 1625   | Carlo IX          |
|          | Maria Eleonora di Brandeburgo      | Giovanni Sigismondo, Elettore di Brandeburgo (Hohenzollern) | 11 novembre 1599  | 25 novembre 1620                                              | 25 novembre 1620                                              | 6 novembre 1632 morte del marito         | 28 marzo 1655     | Gustavo II Adolfo |

## Palatinato-Zweibrücken-Kleeburg (1654 - 1720)
| Immagine | Nome                                | Padre                                                     | Nascita           | Matrimonio      | Diventò Consorte                    | Cessò di essere Consorte                                      | Morte            | Coniuge         |
| -------- | ----------------------------------- | --------------------------------------------------------- | ----------------- | --------------- | ----------------------------------- | ------------------------------------------------------------- | ---------------- | --------------- |
|          | Edvige Eleonora di Holstein-Gottorp | Federico III, Duca di Holstein-Gottorp (Holstein-Gottorp) | 23 ottobre 1636   | 24 ottobre 1654 | 24 ottobre 1654                     | 13 febbraio 1660 morte del marito                             | 24 novembre 1715 | Carlo X         |
|          | Ulrica Eleonora di Danimarca        | Federico III di Danimarca (Oldenburg)                     | 11 settembre 1656 | 6 maggio 1680   | 6 maggio 1680                       | 26 luglio 1693                                                | 26 luglio 1693   | Carlo XI        |
|          | Federico d'Assia-Kassel             | Carlo I, Langravio d'Assia-Kassel (Assia-Kassel)          | 18 aprile 1676    | 24 marzo 1715   | 5 dicembre 1718 ascesa della moglie | 29 febbraio 1720 abdicazione della moglie, sua propria ascesa | 25 marzo 1751    | Ulrica Eleonora |

## Assia-Kassel (1721 - 1751)
| Immagine | Nome                      | Padre                                                | Nascita         | Matrimonio    | Diventò Consorte                | Cessò di essere Consorte | Morte            | Coniuge    |
| -------- | ------------------------- | ---------------------------------------------------- | --------------- | ------------- | ------------------------------- | ------------------------ | ---------------- | ---------- |
|          | Ulrica Eleonora di Svezia | Carlo XI di Svezia (Palatinato-Zweibrücken-Kleeburg) | 23 gennaio 1688 | 24 marzo 1715 | 24 marzo 1720 ascesa del marito | 24 novembre 1741         | 24 novembre 1741 | Federico I |

## Holstein-Gottorp (1751 - 1818)
| Immagine | Nome                                    | Padre                                                    | Nascita        | Matrimonio      | Diventò Consorte                   | Cessò di essere Consorte             | Morte             | Coniuge           |
| -------- | --------------------------------------- | -------------------------------------------------------- | -------------- | --------------- | ---------------------------------- | ------------------------------------ | ----------------- | ----------------- |
|          | Luisa Ulrica di Prussia                 | Federico Guglielmo I di Prussia (Hohenzollern)           | 24 luglio 1720 | 18 agosto 1744  | 25 marzo 1751 ascesa del marito    | 12 febbraio 1771 morte del marito    | 16 luglio 1782    | Adolfo Federico   |
|          | Sofia Maddalena di Danimarca            | Federico V di Danimarca (Oldenburg)                      | 3 luglio 1746  | 4 novembre 1766 | 12 febbraio 1771 ascesa del marito | 29 marzo 1792 morte del marito       | 21 agosto 1813    | Gustavo III       |
|          | Federica di Baden                       | Carlo Luigi, Principe Ereditario di Baden (Zähringen)    | 12 marzo 1781  | 31 ottobre 1797 | 31 ottobre 1797                    | 29 marzo 1809 abdicazione del marito | 25 settembre 1826 | Gustavo IV Adolfo |
|          | Elisabetta Carlotta di Holstein-Gottorp | Federico Augusto I, Duca di Oldenburg (Holstein-Gottorp) | 22 marzo 1759  | 7 luglio 1774   | 6 giugno 1809 ascesa del marito    | 5 febbraio 1818 morte del marito     | 20 giugno 1818    | Carlo XIII        |

## Bernadotte (1818-oggi)
| Immagine | Nome                       | Padre                                             | Nascita          | Matrimonio        | Diventò Consorte                    | Cessò di essere Consorte         | Morte            | Coniuge            |
| -------- | -------------------------- | ------------------------------------------------- | ---------------- | ----------------- | ----------------------------------- | -------------------------------- | ---------------- | ------------------ |
|          | Désirée Clary              | François Clary                                    | 8 novembre 1777  | 17 agosto 1798    | 5 febbraio 1818 ascesa del marito   | 8 marzo 1844 morte del marito    | 17 dicembre 1860 | Carlo XIV Giovanni |
|          | Giuseppina di Leuchtenberg | Eugenio di Beauharnais (Beauharnais)              | 14 marzo 1807    | 19 giugno 1823    | 8 marzo 1844 ascesa del marito      | 8 luglio 1859 morte del marito   | 7 giugno 1876    | Oscar I            |
|          | Luisa dei Paesi Bassi      | Principe Federico dei Paesi Bassi (Orange-Nassau) | 5 agosto 1828    | 19 giugno 1850    | 8 luglio 1859 ascesa del marito     | 30 marzo 1871                    | 30 marzo 1871    | Carlo XV           |
|          | Sofia di Nassau            | Guglielmo, Duca di Nassau (Nassau-Weilburg)       | 9 luglio 1836    | 6 giugno 1857     | 18 settembre 1872 ascesa del marito | 8 dicembre 1907 morte del marito | 30 dicembre 1913 | Oscar II           |
|          | Vittoria di Baden          | Federico I, Granduca di Baden (Zähringen)         | 7 agosto 1862    | 20 settembre 1881 | 8 dicembre 1907 ascesa del marito   | 4 aprile 1930                    | 4 aprile 1930    | Gustavo V          |
|          | Luisa Mountbatten          | Principe Luigi di Battenberg (Battenberg)         | 13 luglio 1889   | 3 novembre 1923   | 29 ottobre 1950 ascesa del marito   | 7 marzo 1965                     | 7 marzo 1965     | Gustavo VI Adolfo  |
|          | Silvia Sommerlath          | Walther Sommerlath                                | 23 dicembre 1943 | 19 giugno 1976    | 19 giugno 1976                      | In carica                        | -                | Carlo XVI Gustavo  |

## Reggenti
Alcune consorti svedesi funsero da reggenti per i loro mariti o i loro figli, ed ebbero posti nei governi. Queste furono:
- 1290-1298 : Edvige di Holstein ebbe un posto nel governo durante la minore età del figlio.
- 1320-1324 : Edvige di Holstein ebbe un posto nel governo durante l'assenza del nipote.
- 1319-1326 : Ingeborg di Norvegia, durante la minore età del figlio.
- 1424-1430 : Filippa d'Inghilterra, rappresentante del marito nel paese durante l'unione.
- 1470-1497 : Ingeborg Tott, (in modo incoerente nel corso di questi anni), durante l'assenze del marito.
- 1504-1512 : Mette Iversdotter Dyre, (in modo incoerente nel corso di questi anni) sedé al governo durante le assenze del marito.
- 1520-1520 : Christina Gyllenstierna, reggente e comandante di Stoccolma durante la minore età del figlio.
- 1605-1605 : Cristina di Holstein-Gottorp, during the absence of her husband.
- 1611-1611 : Cristina di Holstein-Gottorp, as interim regent during the minority of her son.
- 1660-1672 : Edvige Eleonora di Holstein-Gottorp, durante la minore età del figlio.
- 1697-1697 : Edvige Eleonora di Holstein-Gottorp, durante la minore età del nipote.
- 1700-1713 : Edvige Eleonora di Holstein-Gottorp, durante l'assenza del nipote.
- 1731-1731 : Ulrica Eleonora di Svezia, durante l'assenza del marito.
- 1738-1738 : Ulrica Eleonora di Svezia, durante l'assenza del marito.

## Regine Regnanti
elenco delle regine consorti svedesi:
- 1389-1412 : Margherita I di Danimarca
- 1632-1654 : Cristina di Svezia
- 1718-1720 : Ulrica Eleonora di Svezia (regina consorte tra il 1720-1741)

## Regine Titolari
- 1396-1405 : Agnese di Brunswick-Lüneburg, consorte di Re Alberto di Svezia, deposto nel 1389, rinunciò alla pretesa nel 1405.
- 1605-1631 : Costanza d'Austria, consorte di Re Sigismondo III Vasa
- 1637-1644 : Cecilia Renata d'Austria, consorte di Re Ladislao IV Vasa
- 1646-1660 : Maria Luisa Gonzaga, consorte di Re Ladislao IV Vasa